# Cúpula encamonada

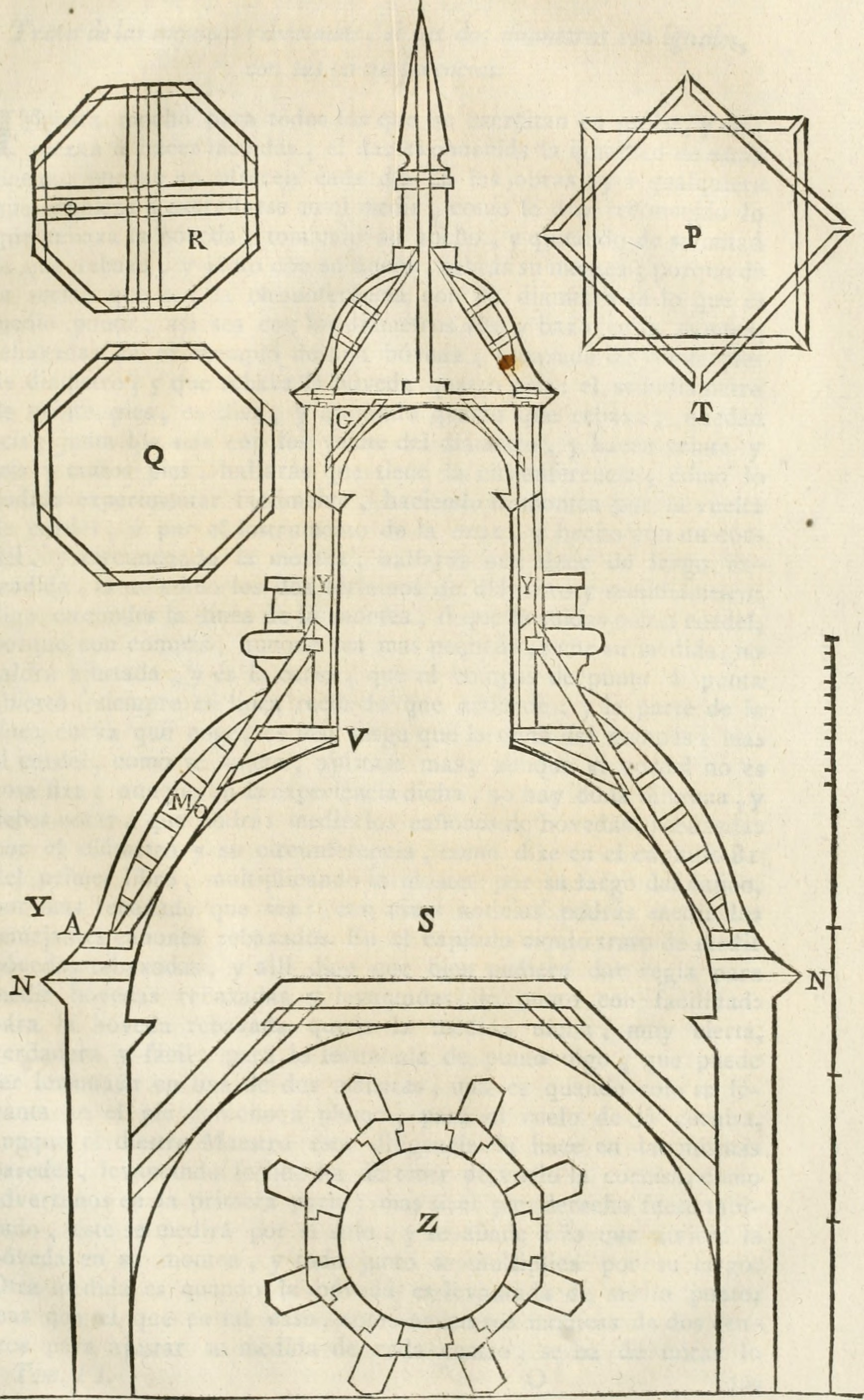
Modelo de cúpula encamonada. Ilustración de la obra de fray Lorenzo de San Nicolás, Arte y Uso de Arquitectura.

En arquitectura se denomina cúpula encamonada a la falsa cúpula con intradós de yeso, o de ladrillo enlucido de yeso decorado, suspendido por un armazón de madera o camones curvos que queda oculto por el trasdós, el cual puede adoptar forma de domo empizarrado frecuentemente elevado sobre un tambor octogonal y rematado en forma de chapitel.
Originada en las tradicionales armazones de madera de la arquitectura gótica francesa y las cubiertas en mansarda, la cúpula encamonada se encuentra muy extendida en la arquitectura barroca madrileña y española, donde la nítida diferenciación entre los interiores y los exteriores que permite su sistema de doble cúpula actuará como un elemento más al servicio de la creación de espacios ficticios. Al emplear materiales baratos y ligeros, las cúpulas encamonadas permiten además reducir el coste de la edificación y ganar en amplitud, pues al no tener que soportar grandes pesos pueden emplearse muros más ligeros y pilastras achaflanadas en el crucero. En Madrid, donde por la escasez y carestía del suelo y la calidad de los materiales resultaban especialmente aptas, fueron introducidas por el hermano jesuita Francisco Bautista, quien empleó una cúpula encamonada para cubrir el crucero de la iglesia del Colegio Imperial de Madrid, y posteriormente serían teorizadas y divulgadas por fray Lorenzo de San Nicolás, que se sirvió de ellas, entre otras, en las iglesias por él proyectadas de las Calatravas y de las Benedictinas de San Plácido, y dedicó a explicarlas el capítulo LI —«de otro género de cubrir capillas grandes, o pequeñas con madera»— de su tratado Arte y uso de la arquitectura: 

En España; particularmente en esta Corte, se va introduciendo el cubrir las Capillas con cimborrio de madera, y es obra muy segura, y muy fuerte, y que imita en lo exterior a las de cantería, esta se ha usado della en edificios, o que tienen pocos gruesos de paredes, o que lo caro de la piedra es causa de que se hagan con materia más ligera, y menos costosa. En Madrid mi patria, Corte del Rey de España, hizo la primera un famoso Arquitecto de la Compañía de Jesús, por nombre el Padre Francisco Bautista, en el Colegio Imperial de su Religión, en su gran fábrica de su iglesia, que por los malos materiales de esta Corte, fue necessario echarla de madera. Yo hice la segunda en mi Convento de Agustinos Descalzos, en esta Villa de Madrid, en la Capilla del Desamparo de Christo; la tercera hice en Talabera en la Hermita de Nuestra Señora del Prado, con el resto de su Capilla mayor [...] Después acá se han hecho, y van haciendo cada día muchas, porque hace los edificios muy lucidos; cúbrense con pizara, y plomo, y son muy agradables a la vista: su planta es [...] redonda por adentro, y ochavada por afuera las paredes.
Fray Lorenzo de San Nicolás, Arte y uso de arquitectura, segunda parte, cap. LI, p. 149.